# Rivoluzione liberale portoghese

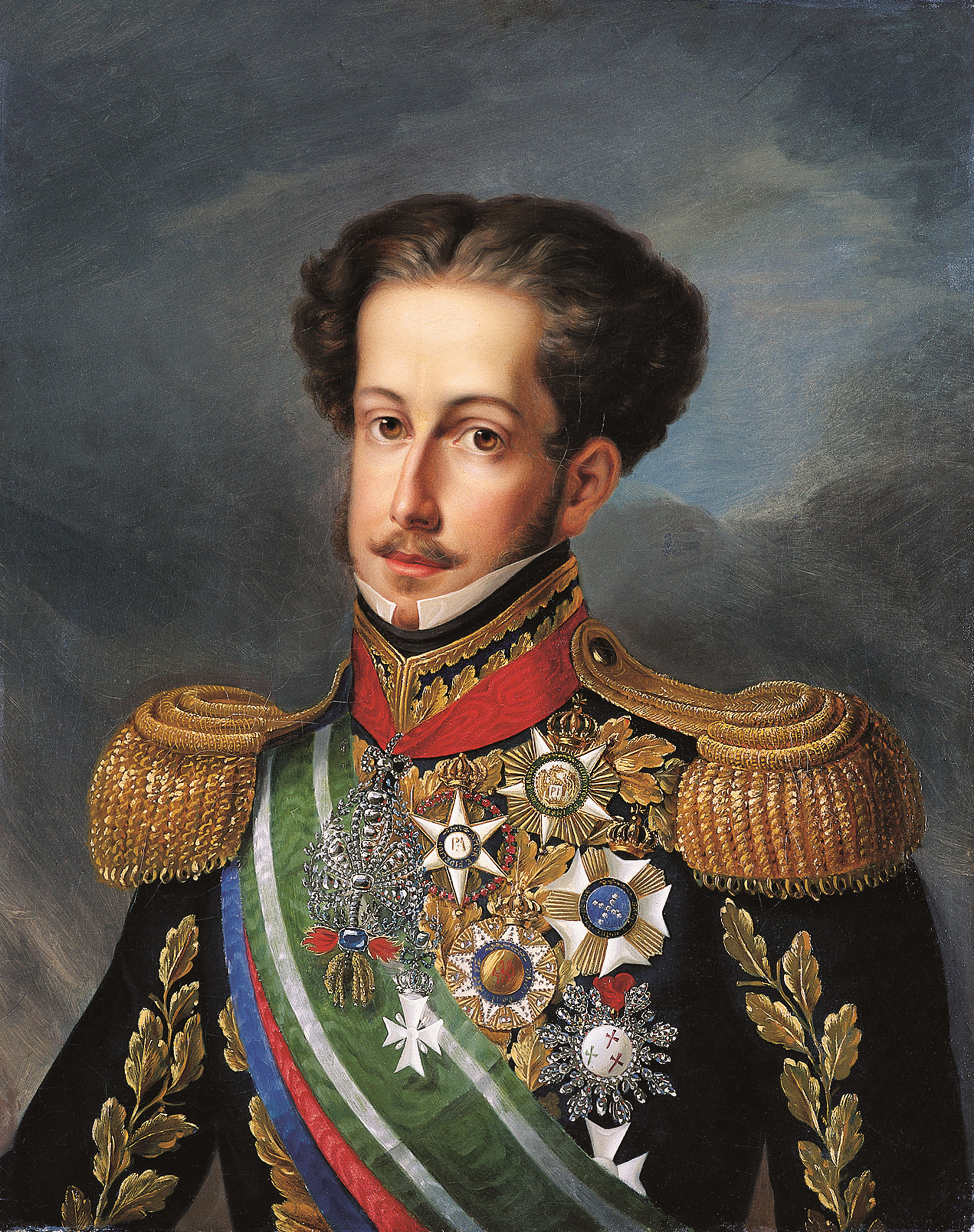
Pietro, imperatore del Brasile con il nome di Pietro I.

La rivoluzione liberale portoghese (revolução liberal in portoghese) fu una rivoluzione politica che scoppiò nel 1820 nella città di Porto, nel nord del Portogallo e che si diffuse presto in tutto il paese. Questo moto rivoluzionario diede inizio al periodo costituzionale; nel 1822 vi fu l'approvazione infatti di una costituzione.

## Premesse storiche

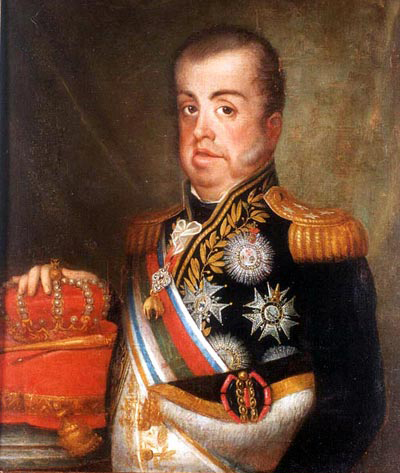
Giovanni VI, re del Portogallo.

Tra il 1807 ed il 1811 le armate napoleoniche avevano invaso il territorio portoghese per tre volte. In seguito a questo la famiglia reale del Portogallo fu costretta a lasciare il paese e a trasferirsi in Brasile, colonia portoghese del Sudamerica. Dal Brasile il re Giovanni VI governò il suo impero per tredici anni. La cacciata delle truppe napoleoniche, la scomparsa dello stesso Napoleone dalla scena europea e i tumulti verificatesi in patria convinsero il re a lasciare il Brasile e a fare rientro in Portogallo. La città di Porto, dotata di una grande e consolidata tradizione borghese, fu il luogo di inizio della rivolta.

## La rivoluzione
In seguito alla rivoluzione scoppiata in Spagna nel 1820, ed al successo ottenuto dai rivoluzionari spagnoli guidati da Rafael del Riego, anche in Portogallo venne data vita ad un'insurrezione armata. Da Porto, fulcro della vicenda, il clima rivoluzionario si diffuse ben presto in molte altre località e città del Portogallo, sino a Lisbona, scenario di una cruenta insurrezione. I rivoluzionari chiedevano l'immediato rientro della famiglia reale e della corte nel Portogallo continentale; fu anche per questo motivo che Giovanni VI affrettò il suo rientro a Lisbona. Tornato, il re concesse, come richiesto dagli insorti, una costituzione, diventando un monarca costituzionale.
L'erede al trono, il principe Pietro, rimase invece in Brasile. La corte portoghese chiese che il Brasile ritornasse al suo status di colonia e che l'erede ritornasse in Portogallo. Il principe, influenzato dal Senato Comunale di Rio de Janeiro, rifiutò di ritornare il 9 gennaio 1822 (il Dia do Fico). L'indipendenza politica venne raggiunta il 7 settembre 1822, mettendo fine al controllo portoghese durato 322 anni, e il principe venne incoronato imperatore con il nome di Pietro I.